# سر قلعة (زاز الغربي)
سر قلعة (بالفارسية: سرقلعه) هي قرية تقع في إيران في قسم زاز الغربي الریفي. يقدر عدد سكانها بـ 105 نسمة .